# Doris (Néréide)
Pour les articles homonymes, voir Doris.
Dans la mythologie grecque, Doris (en grec ancien Δωρίς / Dôrís) est une Néréide, fille de Nérée et de Doris, citée par Hésiode, Homère et Hygin  dans leurs listes de Néréides. 

## Fonctions
Doris est la Néréide de la "générosité" de la mer ou bien du mélange de l'eau douce avec la saumure.

## Famille
Ses parents sont le dieu marin primitif Nérée, surnommé le vieillard de la mer, et l'océanide Doris, avec laquelle elle partage son nom. Elle est l'une de leurs multiples filles, les Néréides, généralement au nombre de cinquante, et a un unique frère, Néritès. Pontos (le Flot) et Gaïa (la Terre) sont ses grands-parents paternels, Océan et Téthys ses grands-parents maternels.

## Mythologie
Doris est mentionnée comme l'une des 32 Néréides qui se rassemblent sur la côte de Troie, remontant des profondeurs de la mer pour pleurer avec Thétis la mort future de son fils Achille dans l'Iliade d'Homère.

### Déluge
Doris apparait chez Nonnos lors de l'épisode du Déluge :

« [Pendant le Grand Déluge], la mer monta jusqu'à ce que les Néréides deviennent des Oréades sur les collines dominant les bois. (...) Le roi de la mer, Neptune, à l'aspect de la terre entière secouée par une main plus puissante, jette loin de lui son arme, et ne sait plus, dans sa colère, quel sol il ébranlera de son trident. Les Néréides, en bataillons, rasent en nageant les flots tumultueux ; Thétis les traverse, emportée sur la croupe verdâtre d'un Triton à la large barbe; loin de ses abîmes, Agavé guide au milieu des airs un thon qui la porte sur son dos de poisson et, fendant les ondes qui assiégent la colline, un dauphin exilé des mers soulève Doris et l'emporte. »